# Caenorhabditis monodelphis
Caenorhabditis monodelphis — вид нематод родини Rhabditidae. Описаний у 2017 році. Перший зразок виду виявлений у 2001 році у Берліні (Німеччина). Згодом Caenorhabditis monodelphis знайдений у Норвегії. Живе у грибі Ganoderma applanatum (родина Polyporaceae). Переноситься жуком Cis castaneus.